# Internationale Meridiaanconferentie

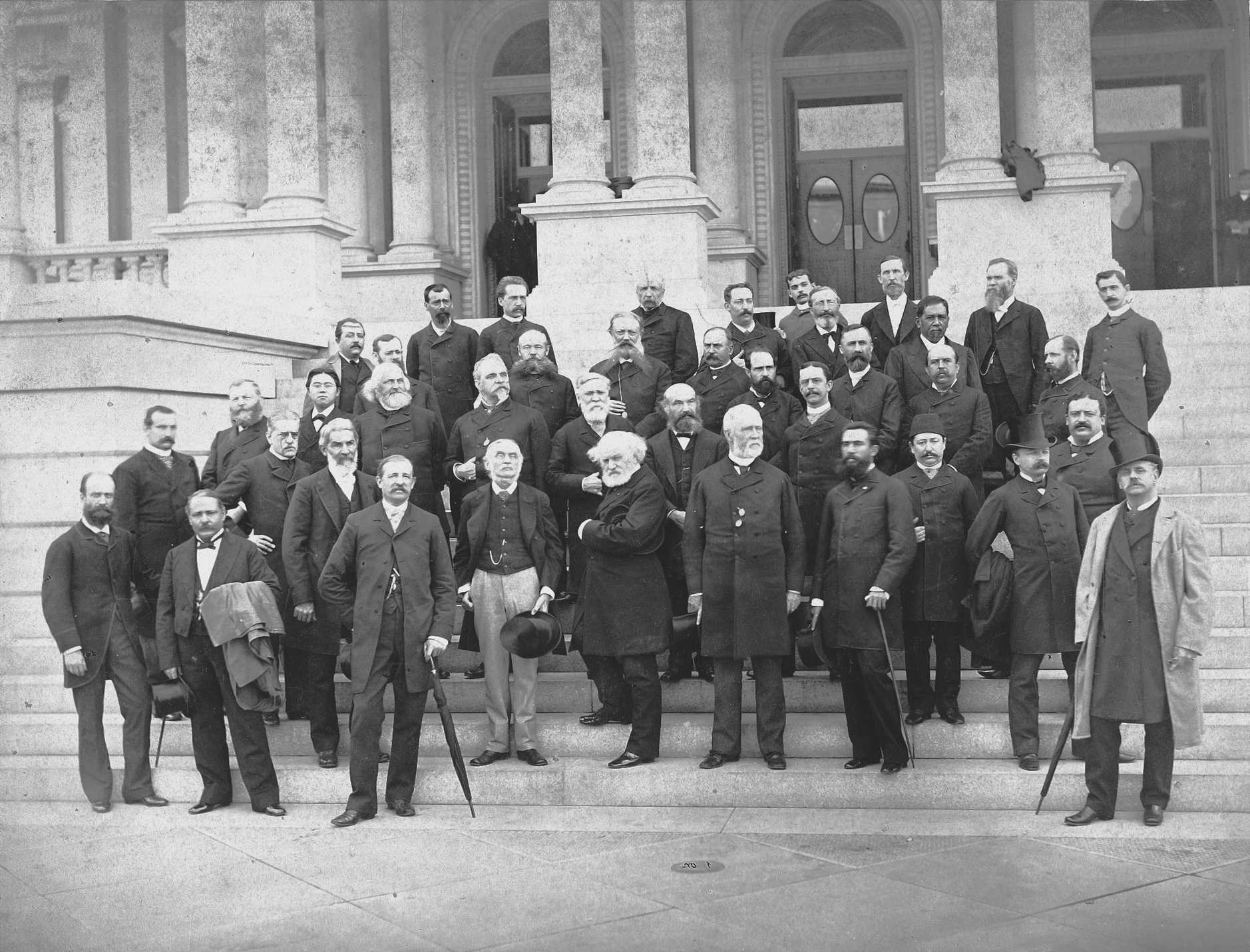
Gedelegeerden bij de Internationale Meridiaanconferentie

Op de Internationale Meridiaanconferentie in 1884 werd het besluit genomen de meridiaan van Greenwich als internationale nulmeridiaan te hanteren en een universele tijdrekening in te voeren op basis van deze standaard.

## Definitie
Een meridiaan is een denkbeeldige lijn over het aardoppervlak, haaks op de evenaar, van pool naar pool. Rond haar omtrek, bijvoorbeeld de evenaar, is de aarde verdeeld in 360 graden, die vanaf een nulmeridiaan worden uitgemeten. Zij worden aangeduid in graden (van 0 tot 180) oosterlengte, respectievelijk westerlengte. Een graad (°) kan verdeeld worden in 60 minuten (') en een minuut in 60 seconden ("). Samen met de positie in graden ten opzichte van de evenaar (de breedte) en eventueel de hoogte kan elke plek op aarde eenduidig worden aangegeven.
Er zijn oneindig veel meridianen mogelijk, maar slechts eentje daarvan is de nullijn. De locatie van de evenaar wordt bepaald door de as van de aarde. De keuze voor een nulmeridiaan echter, is een geografisch willekeurige. In de loop der tijd zijn er, vaak om economische of politieke redenen, vele van deze nullijnen in gebruik geweest. De oorsprong van het Europese begrip ten aanzien van deze kwestie ligt in de wetenschap ten tijde van de hellenistische periode in Griekenland, maar het zou nog tot de tijd van de Grieks-Romeinse astronoom, wiskundige en geograaf Claudius Ptolemaeus (ca. 90-168) duren voordat het hanteren van een specifieke nulmeridiaan bij cartografie en navigatie algemeen gebruik was.

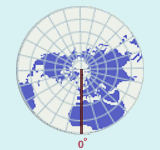
Een nullijn met nog 23 andere meridianen

## Achtergrond
Halverwege de zeventiende eeuw was de reeds door Ptolemaeus geïntroduceerde meridiaan van Ferro nog min of meer in algemeen gebruik, hoewel cartografen van onder meer de Lage Landen vele varianten hadden geïntroduceerd. De Franse kardinaal Richelieu belegde in 1634 zelfs een internationale conferentie, waarop het primaat van "Ferro" werd vastgelegd. Toch kregen de Fransen in 1667 hun eigen meridiaan, die van Parijs, niet lang daarna gevolgd door de Engelse meridiaan van Greenwich. Andere cartografen gebruikten naast Ferro vaak referentielijnen door de hoofdstad van hun vaderland of door sterrenwachten die her en der werden gesticht, vanwege toenemende kennis, maar ook als uiting van nationale trots. Voorbeelden daarvan zijn de meridiaan van Toledo, die van Warschau, die door de Rundetaarn in Kopenhagen, en de meridiaan van het Pulkovo Observatorium in Sint-Petersburg in Rusland. Begin negentiende eeuw waren er tientallen in gebruik, waarbij sommige landen tot wel zes nulmeridianen tegelijk als "nationale standaard" hadden aangemerkt. Daar een nulmeridiaan een rol speelt bij plaatsbepaling op (de gehele) aarde, lag het streven naar een internationale standaard voor de hand, zodra de tijd daar rijp voor was.

### Tijdrekening

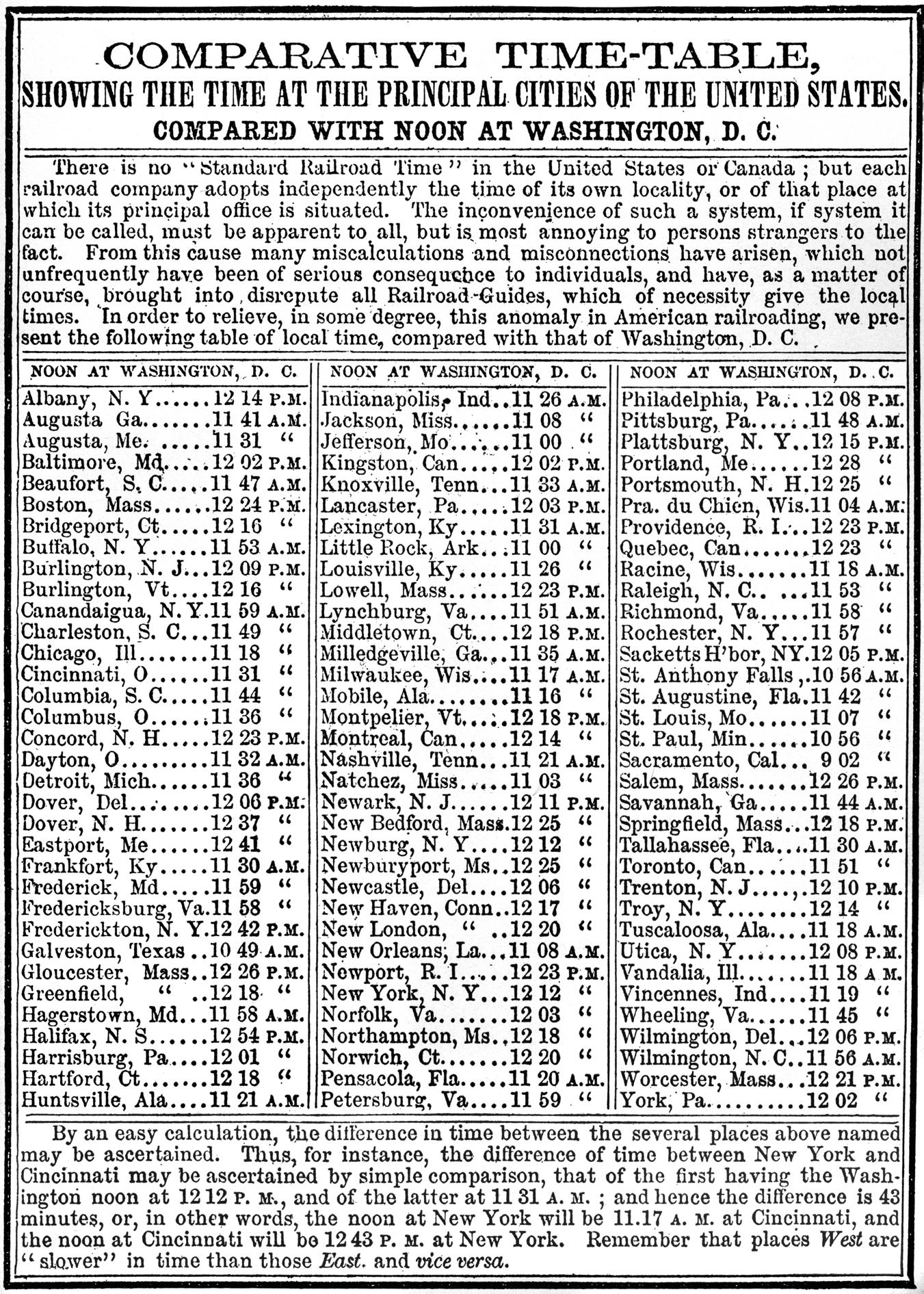
Tabel van de officiële tijden in veel Amerikaanse steden in vergelijking met die in Washington D.C.

In de meeste landen werden rond 1800 nog lokale tijdrekeningen in acht genomen en vaak fervent verdedigd. Toen men zich te voet of per paard en wagen verplaatste was dit op zijn hoogst wat onhandig, maar met de komst van de spoorwegen aan het begin van de negentiende eeuw werd het ronduit ondoenlijk. Zo had België in 1836 een project ondernomen om tot een kleiner aantal nauwkeurigere lokale tijden te komen. In het Verenigd Koninkrijk namen de spoorwegen in 1840 het voortouw door met een nationale tijd voor stations en treinen te komen. Vanaf 1847 verzond de "Post Office" vanuit Greenwich telegraafsignalen naar alle uithoeken van het land om synchronisatie van klokken mogelijk te maken. Het duurde overigens tot 1890 voordat Greenwich Mean Time een wettelijke basis kreeg. Getuige de tabel hiernaast was de situatie in de Verenigde Staten mogelijk nog minder overzichtelijk. In Nederland werd pas in 1909 op een wettelijke nationale tijd overgeschakeld.
Nadat inspanningen op nationaal niveau in veel landen van de grond kwamen, lag een wereldwijde standaard voor de hand. In 1871 nam het eerste Internationaal Geografisch Congres in Antwerpen een motie aan, waarin werd aangedrongen op het gebruiken van de meridiaan van Greenwich als wereldstandaard voor wat betreft geografie en navigatie. Daarbij aansluitend hebben velen zich uitgelaten over het instellen van een universele tijdrekening. Mogelijk de meest invloedrijke onder hen was Sandford Fleming, hoofdingenieur van de Canadian Pacific Railway. In een essay uit 1876, getiteld "Uniform Non-Local Time (Terrestrial Time)", suggereerde hij het gebruik van een universele tijdrekening. Nadat Fleming dit voorstel had aangepast aan de meridiaan van Greenwich, in 1878/79, stuurde de Britse regering het voorstel door naar 18 andere landen.
In 1882 droeg het Amerikaans Congres de president op om de mogelijkheid van een wereldstandaard te onderzoeken. Het jaar daarop sloot de Europese Geodetische Conferentie zich bij het idee aan.

## De conferentie
De Amerikaanse president Chester Arthur nodigde alle naties uit met welke de Verenigde Staten toen diplomatieke relaties onderhield voor een conferentie in oktober 1884 in Washington D.C.. De bijeenkomst ging officieel van start op 1 oktober, maar de belangrijkste besluiten werden aan het eind van die maand genomen: op de 22e.
De conferentie werd bijgewoond door 41 afgezanten van 25 landen. Deze landen waren: Oostenrijk-Hongarije, Mexico, Chili, Nederland, Colombia, Paraguay, Costa Rica, Rusland, Duitsland, El Salvador, Verenigd Koninkrijk, Spanje, Guatemala, Zweden, Hawaï, Zwitserland, Italië, het Ottomaanse Rijk, Japan, Verenigde Staten, Liberia, Venezuela, San Domingo, Brazilië en Frankrijk.

Het verschil tussen het aantal gedelegeerden en landen is te verklaren uit het feit dat sommige landen ook afgezanten met een koloniale en/of militaire achtergrond stuurden. Zo bestond de Britse delegatie uit kapitein Evans namens de Royal Navy, professor Adams van het Observatorium van Cambridge, luitenant-generaal Richard Strachey namens het bestuur van Brits-Indië en Sandford Fleming, als gedelegeerde van koloniaal Canada.
De conferentie werd voorgezeten door de Amerikaanse admiraal Christopher Raymond Perry Rodgers, met als secretarissen Strachey van de Britse delegatie, Pierre Janssen van de Franse en Louis (of Luis) Cruls, een Belgisch wetenschapper die Brazilië vertegenwoordigde. Nederland werd er vertegenwoordigd door de speciale gezant en gevolmachtigd minister Wilhelm Ferdinand Heinrich von Weckherlin.

## Resoluties

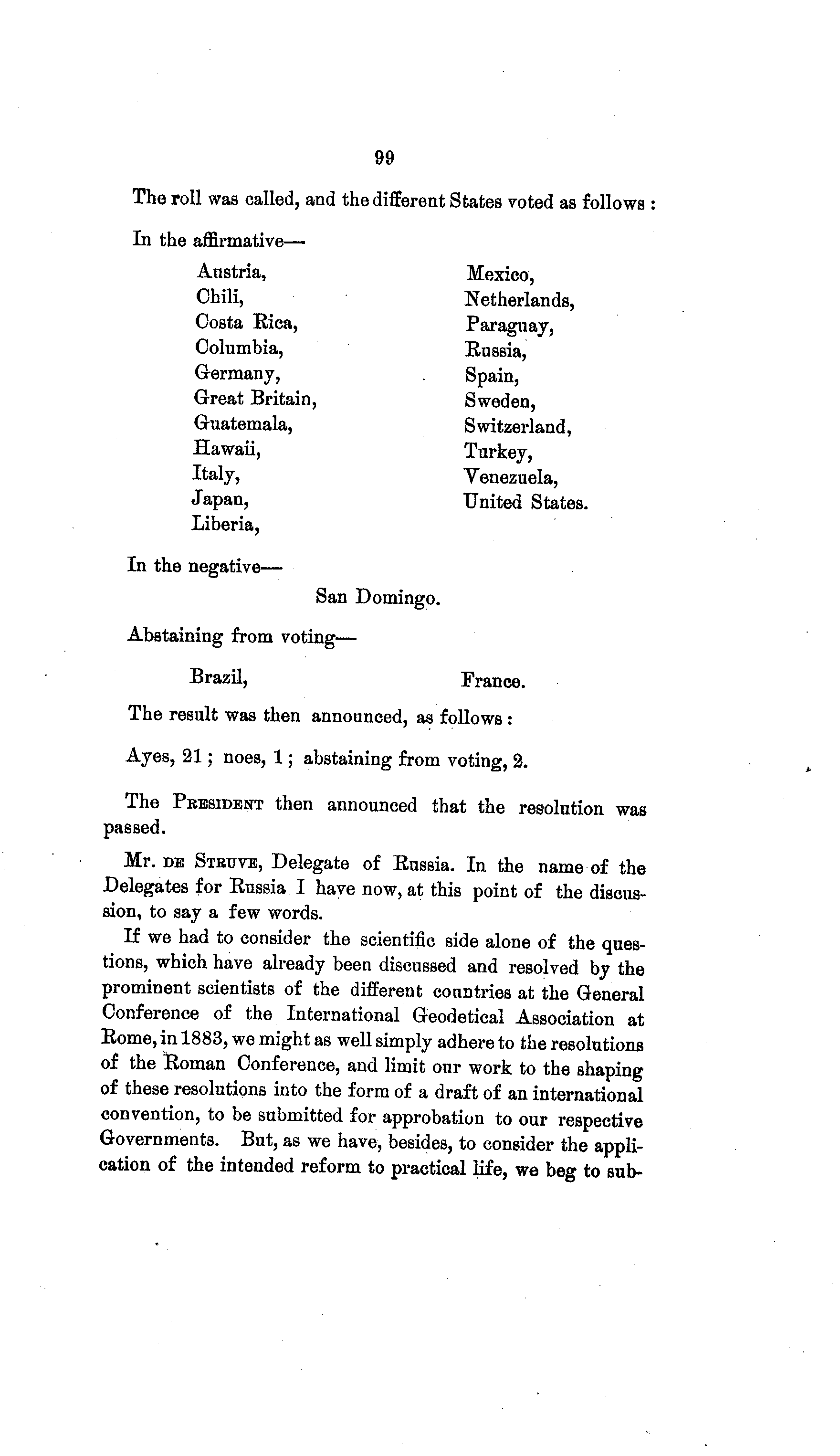
Pagina uit de notulen met de stemming over de tweede resolutie.

Op 22 oktober 1884 werden de resoluties van de conferentie in stemming gebracht. Het voorstel om te komen tot een internationale nulmeridiaan werd unaniem aangenomen. Het voorstel om de meridiaan van Greenwich als die wereldstandaard aan te wijzen werd aangenomen
met 22 voorstemmen, 1 tegen (San Domingo) en 2 onthoudingen (Frankrijk en Brazilië).

Hierna werden nog vijf resoluties ter tafel gebracht die met de standaard samenhingen en deze werden eveneens, met soms wisselende meerderheden, aanvaard. Zo stemde Nederland tegen de resolutie waarin werd voorgesteld de aarde vanaf "Greenwich" naar westen en oosten uit te meten in 2 keer 180°, met min, respectievelijk plus aangeduid. Verder stemde de conferentie in met het hanteren van een internationale tijdrekening, gebaseerd op Greenwich Mean Time. Het begin van een nieuwe dag, die 24 uur zou tellen, werd verplaatst van 12.00 naar 0.00 uur. Doordat een meridiaan bij uitstek wordt gedefinieerd aan de hand van de stand van de zon om 12.00 uur, kwam de Internationale datumgrens tegenover de meridiaan van Greenwich te liggen, ruwweg midden door de Grote Oceaan.

Hoewel het idee van het verdelen van de aarde in 24 tijdzones bij de deelnemers bekend was, viel het buiten de opzet van de conferentie en daar werden dan ook geen besluiten over genomen. De vierde resolutie stelde onomwonden dat deze "[..] niet zou indruisen tegen het gebruik van lokale- of standaardtijd indien gewenst." Niettemin lag het gezien de afspraken over de nieuwe standaarden voor de hand dat zo'n systeem er zou komen. De invoering daarvan over de gehele aarde werd pas in 1986 met de aansluiting van Nepal (+5.45 uur UTC) voltooid.

## Nasleep
Ratificatie en implementatie van de nieuwe standaard heeft veel tijd in beslag genomen. Eind negentiende eeuw waren nog slechts een paar landen erop overgeschakeld. Ook ging het niet zonder slag of stoot, daar de Fransen zich lange tijd bleven verzetten en diverse Italiaanse wetenschappers op een alternatief bleven aandringen: de meridiaan van Jeruzalem. Op de 10e verjaardag van de conferentie, in 1894, ontstak de Franse anarchist Martial Bourdin een bom in de buurt van het observatorium van Greenwich, een actie waarbij hij zelf het leven liet. De Nederlands Bosatlas ging pas in 1902 over op Greenwich, voordien had men de meridiaan van Ferro gehanteerd.